# Stolany
Stolany (deutsch Stollan) ist eine Gemeinde in Tschechien. Sie liegt fünf Kilometer südwestlich von Chrudim und gehört zum Okres Chrudim.

## Geographie

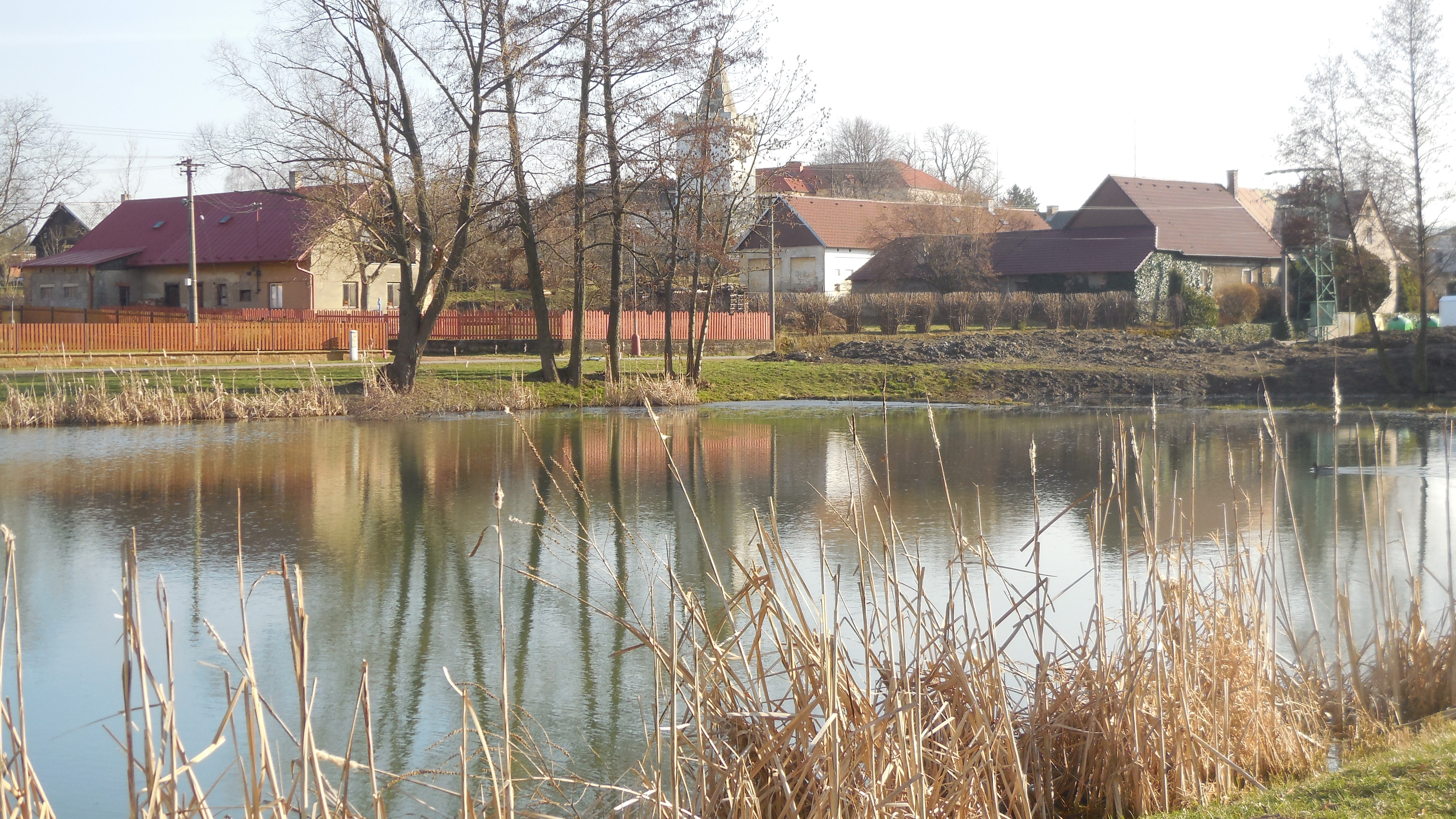
Blick über den Dorfteich

Stolany befindet sich am Bach Červený potok auf der Heřmanoměstecká tabule (Hermannstädtler Tafel). Im Dorf liegen die Teiche Panský rybník und Malý rybník, nördlich der Červenecký rybník. Südöstlich erhebt sich der Dubinec (315 m n.m.), im Süden der Rabštejnek (401 m n.m.) mit der gleichnamigen Burgruine, südwestlich der Smrt (461 m n.m.) und die Holičská jedlina (388 m n.m.).
Nachbarorte sind Bylany, Červenec, Markovice und Kozojedy im Norden, Vrcha, Zavadilka und Pouchobrady im Nordosten, Sobětuchy im Osten, Říště, Podhůra, Kometa und Rabštejnská Lhota im Südosten, Rabštejn, Čejkovice, Mýtka, Habrovka und Pohled im Süden, Palučiny und Janovice im Südwesten, Skupice, Dubina und Morašice im Westen sowie Mlýn Prachovna und Lány im Nordwesten.

## Geschichte
Die erste schriftliche Erwähnung von Stolany erfolgte 1229 in einer Besitzbestätigungsurkunde des Königs Ottokar I. Přemysl für das Kloster Opatowitz. Nachdem das Kloster 1421 von den Hussiten unter Diviš Bořek von Miletínek und Aleš von Riesenburg geplündert und niedergebrannt worden war, erhielt Stolany weltliche Besitzer. König Sigismund überschrieb Stolany 1436 zusammen mit großen Teilen des ehemaligen Klosterbesitzes an Diviš Bořek, der daraus die mit der Herrschaft Pardubitz verbundene Herrschaft Kunburg bildete. 1437 erbte Diviš´ Sohn Soběslav Mrzák von Miletínek die Herrschaft.
Im Jahre 1464 erwarb Georg von Podiebrad beide Teile der Herrschaft Pardubitz. Am 5. April 1465 überschrieb er die Herrschaft seinen Söhnen Viktorin, Heinrich d. Ä. und Hynek von Münsterberg. 1472 fiel die Herrschaft Pardubitz Heinrich d. Ä. von Münsterberg zu; dieser verpfändete ab 1490 seinen Besitz sukzessive an Wilhelm von Pernstein. Stolany gehörte zu dem Teil, den Wilhelm von Pernstein 1492 erwarb. Vojtěch von Pernstein überließ das Dorf Stolany einschließlich eines Anteils von Čejkovice 1523 an Burian Anděl von Ronovec. Im Zuge einer Schuldrückzahlung an die Herren von Pernstein gelangte Stolany 1530 an Johann von Pernstein. Dessen drei Söhne übertrugen das Gut 1550 wieder an Burian Anděl von Ronovec. Dieser ließ danach in dem landtäfligen Gut Stolany eine Feste als Herrensitz errichten. Nach dem Tod von Burian Anděl erbte dessen Tochter Eliška Andělka von Ronovec das Gut. Sie und ihr Ehemann Václav Ples Heřmanský von Sloupno erweiterten das Gut in den 1570er Jahren durch Zukäufe um zahlreiche Dörfer v. a. im Eisengebirge. Im Jahre 1577 wurde das Gut Stolany in der Landtafel erblich an Václav Ples überschrieben. Nach dem Tode des Václav Ples erbte 1603 dessen Sohn Zigmund Jan das stark verschuldete Gut Stolany. Dieser teilte es und verkaufte im selben Jahr einen Anteil an Kaiser Rudolf II. Den anderen Teil veräußerte er wenig später an Stephan Georg von Sternberg auf Postelberg, der ihn an Rudolf II. weiterverkaufte. Das Gut Stolany war danach für einige Jahre mit der Kammerherrschaft Pardubitz verbunden, bis es Rudolf II. 1608 an Ladislaus Berka von Dubá verkaufte, der es mit dem Gut Heřmanův Městec vereinigte.
Nach dem Tod des kinderlosen Johann Dietrich Berka von Dubá fiel die Herrschaft Heřmanův Městec mit dem Gut Stolany 1636 dessen Schwester Anna Maria Josephine von Khysl zu. 1661 verkaufte sie die Herrschaft an Johann von Sporck. 1711 erbte der später Chrudimer Kreishauptmann Johann Joseph von Sporck die Herrschaft. Nach dem Tod des Johann Wenzel von Sporck wurde die Herrschaft 1798 an Philipp Anton von Greiffenclau verkauft. 1828 verkauften die Greiffenclauschen Erben die Herrschaft an Rudolf Joseph Fürst Kinsky.
Im Jahre 1835 bestand das im Chrudimer Kreis gelegene Dorf Stollan bzw. Stolany aus 39 Häusern, in denen 297 Personen lebten. Im Ort gab es die Filialkirche St. Nikolaus, einen herrschaftlichen Meierhof mit Beamtenwohnhaus, eine Schäferei und eine Mühle. Pfarrort war Heřmanmiestetz. 1846 wurde eine Grundschule eröffnet. Bis zur Mitte des 19. Jahrhunderts blieb Stollan der Allodialherrschaft Heřmanmiestetz untertänig.
Nach der Aufhebung der Patrimonialherrschaften bildete Stolany/Stollan ab 1849 mit den Ortsteilen Pouchobrady und Sobětuchy eine Gemeinde im Gerichtsbezirk Chrudim. Ab 1868 gehörte die Gemeinde zum politischen Bezirk Chrudim. 1899 wurde die alte Schule abgebrochen und an ihrer Stelle ein neues Schulhaus errichtet. Im Jahre 1900 lebten in Stolany 445 Personen, 1910 waren 409. Pouchobrady und Sobětuchy lösten sich 1914 los.
Ab 1961 war Stolany ein Ortsteil der Gemeinde Sobětuchy-Stolany, ab 1966 der Gemeinde Sobětuchy. 1977 erfolgte die Schließung der Schule. Seit dem 31. August 1990 besteht die Gemeinde Stolany wieder. 1995 wurde das Schulhaus saniert und darin ein Kindergarten und eine Grundschule eröffnet.

## Gemeindegliederung
Für die Gemeinde Stolany sind keine Ortsteile ausgewiesen. Zu Stolany gehört der Wohnplatz Červenec.

## Sehenswürdigkeiten

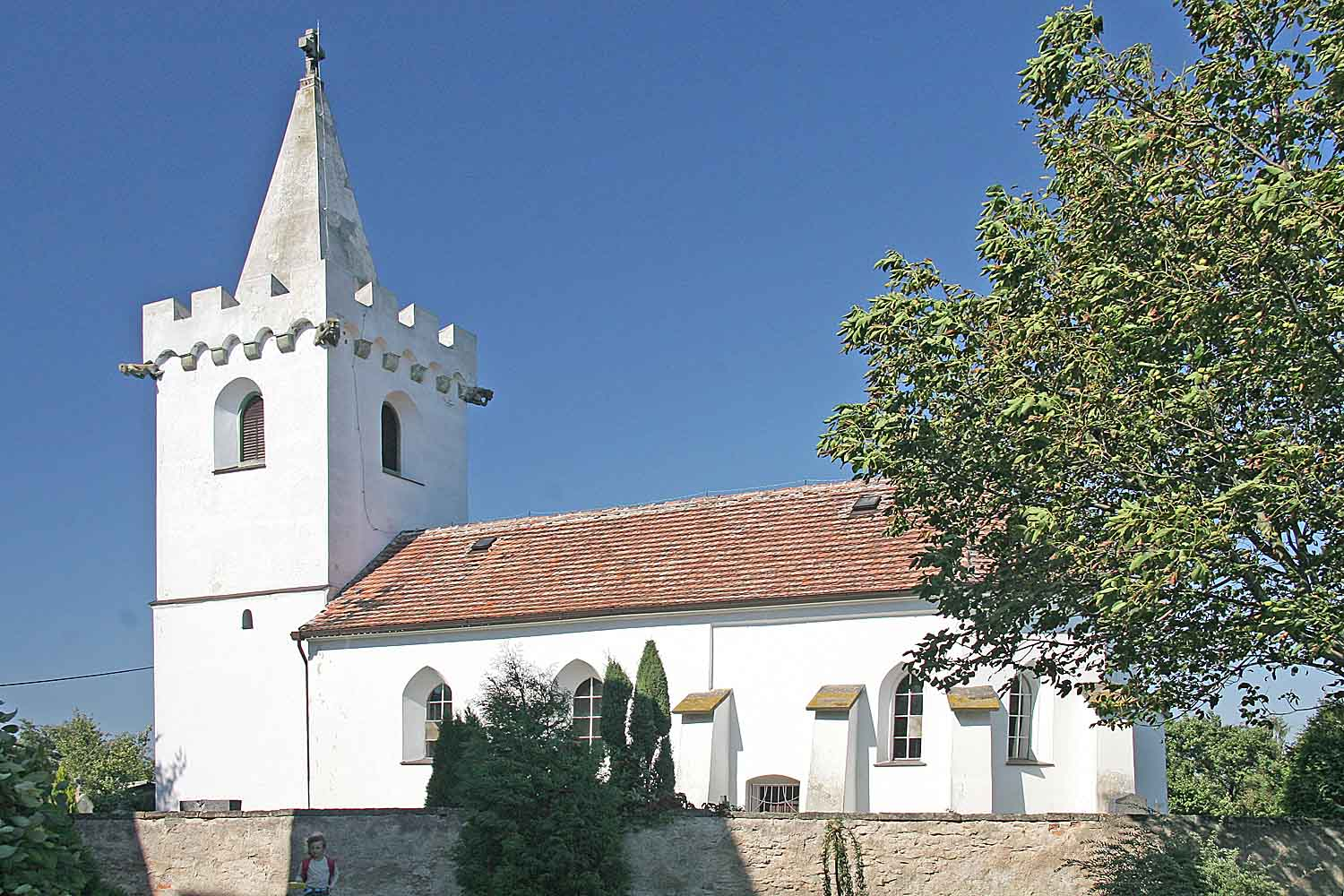
Kirche St. Nikolaus

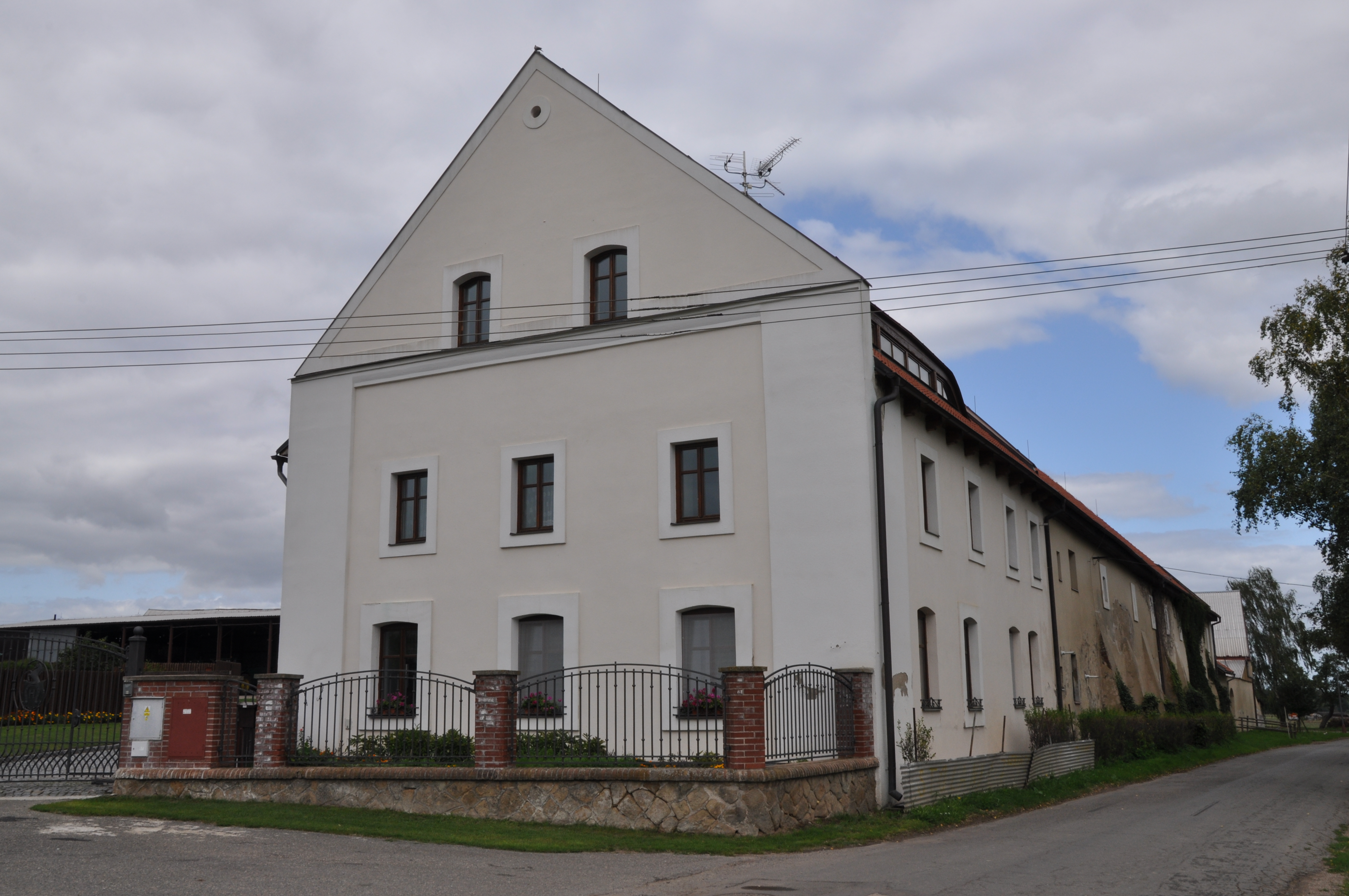
Reste der ehemaligen Feste

- Gotische Kirche St. Nikolaus, sie entstand im 14. Jahrhundert anstelle eines romanischen Vorgängerbaus. Auffällig ist der spätgotische Turm, dessen oberen Abschluss ein Zinnenkranz mit steinernen Wasserspeiern in Form von Ungeheuern sowie ein gemauerter Turmhelm bilden. Die ungewöhnliche Bauart des Turmes weist auf eine zeitnahe Errichtung mit den Kirchen St. Wenzel in Staré Ždánice und St. Laurentius in Opatovice nad Labem hin, die ähnliche Turmhelme besitzen. Im Turm eingemauert sind Artefakte romanischen Bogengesimses. Der älteste Teil der Kirche ist das Hauptschiff. Um die Kirche befindet sich ein mit einer Steinmauer umgebener Friedhof mit ovalem Grundriss.
- Pfarrhaus, errichtet im 14. Jahrhundert
- Reste der ehemaligen Feste